# Vehkajärvi (sjö i Kymmenedalen)
Vehkajärvi är en sjö i Finland. Den ligger i kommunen Fredrikshamn i landskapet Kymmenedalen, i den södra delen av landet, 130 km öster om huvudstaden Helsingfors. Vehkajärvi ligger 14,6 meter över havet. I omgivningarna runt Vehkajärvi växer i huvudsak blandskog. Arean är 64,4 hektar och strandlinjen är 6,04 kilometer lång. Sjön  ingår i Vehkajokis huvudavrinningsområde. 